# Corydoras pygmaeus
Espèce
Corydoras pygmaeus, communément appelé Corydoras nain[réf. nécessaire], est une espèce de petits poissons-chats tropicaux originaires d'Amérique du Sud. Il est connu dans le monde aquariophile pour être l’un des plus petits Corydoras à maintenir. La première description scientifique de ce poisson a été réalisée par le biologiste et physicien allemand Joachim Knaack.

## Répartition
Corydoras pygmaeus se rencontre dans le bassin du rio Madeira.

## Description
Ces petits poissons de fond appartiennent à la famille des Callichtyidae, ils possèdent de courts barbillons qu’ils utilisent pour fouiller le sol à la recherche de nourriture. Corydoras pygmaeus mesure environ 2 à 3 cm et arborent un mélange de couleurs variant du gris au blanc.
Ces poissons sont de nature grégaire vivant en groupes de plusieurs centaines d’individus dans la nature. Corydoras pygmaeus est une espèce ovipares qui pond sur du substrat découvert ou parfois sur les feuilles de plantes en aquarium.
La différenciation entre mâle et femelle est compliquée, les femelles sont en général plus rondes et plus grosses que les mâles. D’autre part les nageoires dorsales et pelviennes des femelles seraient plus arrondies tandis que celles des mâles seraient en forme de pointes.

## Maintenance en captivité
Corydoras pygmaeus nécessite des paramètres d’eau similaire aux autres espèces du genre, de nature omnivore il accepte une grande variété d’aliments industriels ou congelés, comme les vers de vase qu’il apprécie grandement.
Corydoras pygmaeus est un poisson grégaire qui nécessite d’être maintenu dans un groupe d'au moins huit individus afin de s’épanouir pleinement.
De nature sociable, ce poisson ne montrera aucun signe d’agressivité envers les autres espèces de poissons.
En ce qui concerne le substrat il est impératif d’utiliser du sable ou un gravier non tranchant, le quartz est donc à proscrire car il risque de détériorer les barbillons des poissons.
| Origine         | Amérique du Sud | Eau            | Eau douce          |
| Dureté de l'eau | 6-16° GH        | pH             | entre 6 et 8       |
| Température     | 22-27°C         | Volume minimum | 50 L               |
| Alimentation    | Omnivore        | Taille adulte  | 25 à 30 mm         |
| Reproduction    | Ovipare         | Zone occupée   | Fond de l'aquarium |
| Sociabilité     | Grégaire        | Difficulté     | Modéré             |
| --------------- | --------------- | -------------- | ------------------ |

## Reproduction
Corydoras pygmaeus est un poisson ovipare. La femelle pond en moyenne une centaine d'œufs. La femelle les maintient par groupe de deux à quatre entre ses nageoires pelviennes puis les fait féconder par le mâle avec une position singulière appelé position T[réf. nécessaire] et ce pendant environ 30 s. Elle les dépose ensuite à l'endroit choisi où ils resteront car ils sont très collants. Puis le scénario reprend et ce jusqu'à ce que tous les œufs soient fécondés et déposés.

## Systématique
Le nom valide complet (avec auteur) de ce taxon est Corydoras pygmaeus Knaack, 1966.